# 바보 (2008년 영화)
《바보》는 2008년 공개된 대한민국의 영화로, 강풀의 동명 만화를 원작으로 한다.

## 출연
- 차태현 - 승룡 역
- 하지원 - 지호 역
- 박희순 - 상수 역
- 박하선 - 지인 역
- 박그리나 - 희영 역
- 송재호 - 지호 부 역
- 전미선 - 승룡 모 역
- 이기영 - 작은 별 사장 역
- 서대한 - 어린 승룡 역
- 최진리 - 어린 지호 역
- 백민 - 건달 역